# Tomoyuki Sakai
Tomoyuki Sakai (酒井 友之 Sakai Tomoyuki?, Misato, Saitama, 29 de junio de 1979) es un futbolista japonés que se desempeña como centrocampista en el Deltras Sidoarjo.

## Clubes
| Club                | País  | Año         |
| ------------------- | ----- | ----------- |
| JEF United Chiba    | Japón | 1995 - 2000 |
| Nagoya Grampus      | Japón | 2001 - 2003 |
| Urawa Red Diamonds  | Japón | 2004 - 2007 |
| Vissel Kobe         | Japón | 2007 - 2008 |
| Fujieda MYFC        | Japón | 2009        |
| Pelita Jaya         | Japón | 2010 - 2011 |
| Persiwa Wamena      | Japón | 2011        |
| Persiram Raja Ampat | Japón | 2011 - 2012 |
| Deltras Sidoarjo    | Japón | 2013 -      |